# Eupithecia albispumata
Eupithecia albispumata är en fjärilsart som beskrevs av W. Warren 1892. Eupithecia albispumata ingår i släktet Eupithecia och familjen mätare. Inga underarter finns listade i Catalogue of Life.